# اگویلان
اگویلان (به اسپانیایی: Aguilón) یک شهرستان در اسپانیا است که در استان ساراگوسا واقع شده‌است.